# Болейн, Уильям
Сэр Уильям Болейн (англ. Sir William Boleyn; ок. 1451 — 10 октября 1505) — английский землевладелец, пожалованный в рыцари; в разные годы занимал должность старшего шерифа графств Кент и Норфолк. Его старший сын Томас Болейн был одним из самых влиятельных придворных короля Англии Генриха VIII Тюдора; его внучка Анна Болейн стала королевой Англии, выйдя замуж за Генриха VIII в 1533 году.

## Биография
Уильям был вторым сыном сэра Джеффри Болейна и леди Анны Хоо. Его отец происходил из семейства зажиточных фермеров из Норфолка и преуспел, занимаясь торговлей дорогими тканями в Лондоне. Анна Хоо была богатой наследницей своего отца, сэра Томаса, в 1448 году получившего титул барона Хоо и Гастингса. Джеффри и Анна поженились приблизительно в 1437 или 1438 году (или в 1442—1444 годах). Помимо Уильяма в семье было ещё по крайней мере четверо детей: старший сын Томас и три дочери — Изабель, Анна и Элис.
Джеффри Болейн умер в 1463 году, его наследник Томас в то время был ещё несовершеннолетним, и, вероятно, до 1466 года семейными владениями за него управляла Анна Хоо. О ранних годах Уильяма известно крайне мало, скорее всего, его воспитанием занималась мать, с которой он на протяжении всей жизни сохранял тёплые отношения. Поскольку Уильям был младшим из сыновей, его отец, по всей видимости, предполагал для него карьеру купца. Существует версия, что в 1472 году Уильям был принят в Почтенную компанию торговцев дорогими тканями, а в 1473 году зачислен юристом в Линкольнс-Инн, но достоверных подтверждений этому не сохранилось. К тому же в апреле 1471 года скончался его старший брат Томас, и всё богатство Болейнов перешло к Уильяму.
Приблизительно в 1475 году Уильям Болейн взял в жёны леди Маргарет Батлер, младшую дочь Томаса, 7-го графа Ормонда; выбор невесты был обусловлен не только тем, что она была сонаследницей огромных владений Ормондов, но и её происхождением — Батлеры были в родстве со многими знатными семействами Англии и Ирландии, в том числе с королевской династией Плантагенетов. Этот союз укрепил связь Болейнов с аристократическими домами и вывел их в ряды крупных землевладельцев. У Уильяма и Маргарет родилось одиннадцать детей, большинство из них пережили опасные годы младенчества и достигли зрелости. Их первенец, дочь Анна, родилась в том же 1475 году, их старшим сыном был Томас, родившийся приблизительно двумя годами позже.
Вопреки планам отца относительно его торговой карьеры, сам Уильям выбрал иной путь. Он предпочёл службу при королевском дворе, и в 1483 году был пожалован в рыцари Бани на коронации Ричарда III. В том же году он был назначен мировым судьёй в графстве Норфолк. Как и его отец, на протяжении Войны Роз он сохранял преданность дому Йорков, однако после сокрушительного поражения и гибели Ричарда в битве при Босворте, Болейны предусмотрительно сменили приоритеты, проявив лояльность к представителю новой династии на троне Англии — Генриху Тюдору.

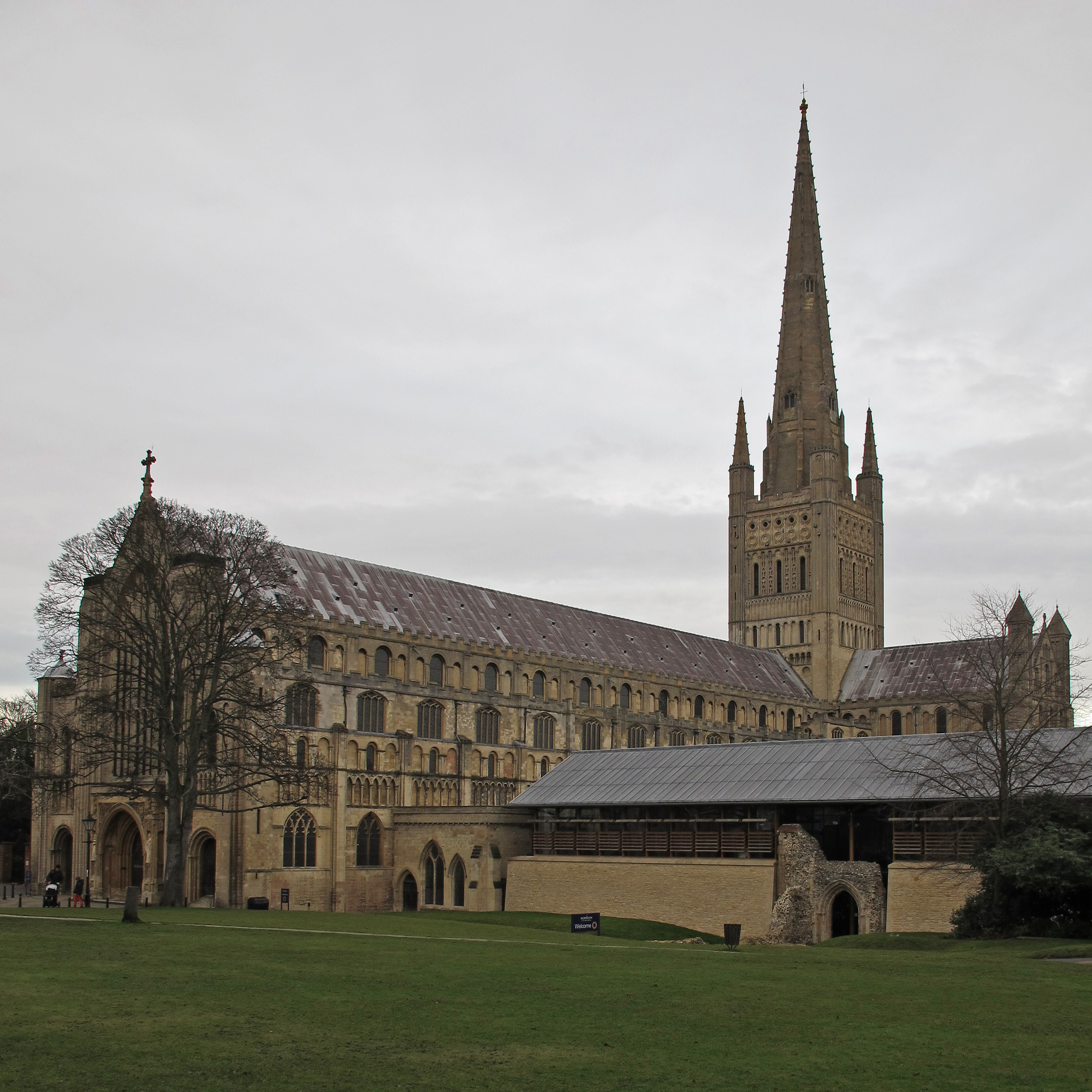
Нориджский собор, место погребения сэра Уильяма и его матери Анны Хоо

Продвижению Болейна также в немалой степени способствовала благосклонность короля к его тестю, графу Ормонду, верному стороннику Ланкастеров. Генрих VII продемонстрировал доверие к Болейну, назначив его в 1490 году главным шерифом графства Кент. Теперь Уильям Болейн был ответственен за поддержание мира там, где была сосредоточена большая часть его владений: он контролировал доставку заключённых к месту заседания выездной сессии суда, размещение и обеспечение охраной сигнальных сооружений для возвещения о приближении врагов, а также был наделён полномочиями на проведение военного набора для предотвращения вторжения французов. В 1497 году Уильям Болейн и его старший сын Томас сражались на стороне Генриха против корнских мятежников, поднявших восстание из-за повышения налогов. Болейны вновь доказали свою преданность Тюдорам, впоследствии снискав их расположение. В 1501 году Уильям получил пост шерифа графства Норфолк, а в следующем году стал третьим из четырёх баронов казначейства, заседавших в суде казначейства — высшем судебном органе по финансовым спорам.
Сэр Уильям Болейн умер 10 октября 1505 года в замке Хивер, где он жил последние годы своей жизни. В своём завещании он упомянул всех своих детей, здравствовавших на момент его смерти. Его главный наследник, старший сын Томас, получил от короля разрешение вступить во владение своими землями и поместьями в феврале 1506 года. По условиям завещания своего отца ему также надлежало выплачивать ежегодное содержание в размере 200 марок его вдове, леди Маргарет. Сэр Уильям был похоронен в кафедральном соборе города Нориджа, графство Норфолк, рядом с Анной Хоо в простом склепе, украшенном гербом Болейнов и построенном в качестве фамильной усыпальницы его матерью в 1463 году.

## Дети
В браке с Маргарет Батлер у сэра Уильяма Болейна было одиннадцать детей.
- Анна (ок. 1475—1556), была замужем за сэром Джоном Шелтоном[англ.][20];
- Томас (ок. 1477—12 марта 1539), старший сын и наследник, был женат на леди Элизабет Говард. Отец Анны Болейн, Мэри Болейн и Джорджа, виконта Рочфорда[20];
- Анна (1478—1479)[20];
- Джон (1481—1484)[20];
- Энтони (1483—1493)[20];
- Амата (или Джейн[14]; ок. 1485—1543), была замужем за сэром Филиппом Калторпом[20];
- Элис[англ.] (ок. 1487—1538), была замужем за сэром Робертом Клером[20];
- Уильям (ок. 1491—1571)[20], получил образование в колледже Гонвилл-энд-Киз Кембриджского университета, стал священником, служил архидиаконом Уинчестерским[12];
- Джеймс[англ.] (ок. 1493—1561), был женат на Элизабет Вуд[англ.][20];
- Эдвард (ок. 1496 — ок. 1536), был женат на Анне Темпест[20];
- Анна (или Маргарет), была замужем за сэром Джоном Сэквиллом [20].

## Комментарии
1. ↑  Запись в Inquisition post mortem, средневековой переписи смертей, владений и их наследования, датированная октябрём 1487 года, гласит, что на тот момент он был  «в возрасте 36 или более лет»[3].